# Timeshift
Time shift neboli časový posun je funkce umožňující sledovat televizní vysílání opožděně. Opoždění může posloužit k vytvoření pauzy při sledování pořadu, k umožnění sledování pořadu, jehož začátek se překrývá s pořadem na jiném kanále, nebo naopak k přeskočení reklamních bloků ve filmu.

## Použití
Nejjednodušší způsob aktivace této funkce je pozastavení pořadu stisknutím tlačítka Time shift nebo Pause na dálkovém ovladači. Funkce vyžaduje, aby bylo zařízení (televizor, set-top box, digitální videorekordér) vybaveno úložným zařízením s dostatečnou kapacitou – pevným diskem, USB flash diskem, případně DVD-RAM diskem, nebo aby divák měl přípojku k internetu a aktivovanou příslušnou službu u jejího poskytovatele. U IPTV je běžné, že si předplatitel může sám stanovit, kdy bude pořad sledovat v rámci určitého časového rozpětí, např. jednoho týdne.
Funkce časového posuvu plynule přechází do funkce nahrávání vysílaného pořadu. U mnoha televizorů a některých dalších zařízení, které tuto funkci poskytují, je použití takové nahrávky omezeno na přístroj, na kterém byla pořízena.

## Timeshift kanál
Některé televizní kanály mají přidružený kanál, který vysílá stejný program, ale s určitým časovým zpožděním (např. 1, 2 nebo více hodin). Název těchto kanálů je často tvořen názvem původního kanálů s doplněným "+1", "+2" apod. Z českých programů je to realizováno u stanice Prima +1.